# Mehmet Yurdadön

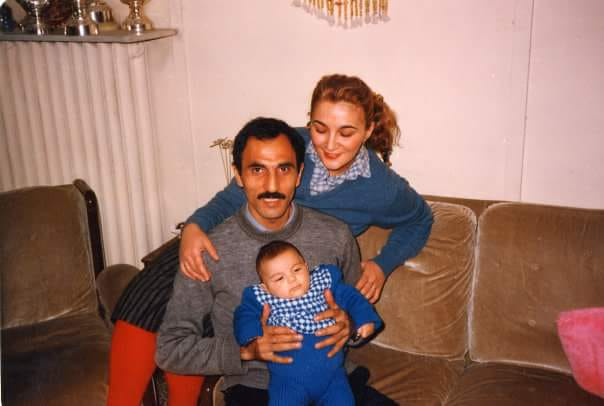
Mehmet Yurdadön mit Familie (1985)

Mehmet Yurdadön (* 2. Juni 1954) ist ein ehemaliger türkischer Langstreckenläufer.
1981 siegte er gemeinsam mit seinem Landsmann Mehmet Terzi bei der Premiere der 25 km von Berlin. 1982 stellte er sowohl über 5000 m (13:33,70 min) wie auch über 10.000 m (28:35,06 min) türkische Rekorde auf, die bislang nur 1990 bzw. 1995 von Zeki Öztürk unterboten wurden (Stand Anfang 2008).
Seine Bestzeit über die Marathondistanz stellte er 1984 mit 2:16:09 h beim Frankfurt-Marathon auf. Im gleichen Jahr gewann er den Darmstädter Stadtlauf. Viermal wurde er nationaler Meister über 10.000 m und je einmal über 5000 m und im Marathon. Beim Olympiamarathon 1984 gab er auf.